# Bouchard V de Montmorency
Pour les articles homonymes, voir Bouchard.
Bouchard V de Montmorency, né en 1129 et mort en 1189 à Jérusalem, baron de Montmorency, seigneur d'Écouen, de Conflans-Sainte-Honorine, d'Attichy et d'Hérouville. Fils de Mathieu Ier de Montmorency et d'Aline, fille illégitime du roi Henri Ier d'Angleterre,.

## Biographie
Depuis que le roi Robert a contraint en 997 son ancêtre Bouchard le Barbu à échanger son poste de l'île Saint-Denis - d'où il rançonnait les bateaux passant sur la Seine y compris ceux de l'abbaye de Saint-Denis, amenant l'abbé Vivian à le traduire en justice devant le roi - pour le domaine de Montmorency afin de l'éloigner de l'abbaye, la famille a fait de son mieux pour agrandir son domaine au détriment de celui de l'abbaye et pour diminuer la puissance de cet établissement en fondant des établissements concurrents. Suivant sur ce point les pas de son père, en 1169 Bouchard V permet aux religieux Grandmontains de s'établir dans sa forêt de Montmorency. Cette communauté devient le prieuré grandmontain de Meynel, également appelé prieuré de Meynel-lez-Maffliers, sur l'actuelle commune de Maffliers (Val-d'Oise).

## Mariage et enfants
En 1173 il épouse Laurence de Hainaut (morte le 9 août 1181), fille de Baudouin IV de Hainaut et tante de la reine Isabelle, femme du roi Philippe II Auguste ; de laquelle il a :
- Mathieu II de Montmorency (mort en 1230) ;
- Ève de Montmorency, morte sans postérité ;
- Thibaut ? ;
- Alix de Montmorency (1173 - 15 février 1221, enterrée à l'abbaye de Haute-Bruyère), mariée  à Simon IV de Montfort, comte de Leicester (1204), vicomte d'Albi, de Béziers et de Carcassonne (1213-1218), comte de Toulouse de (1215-1218). Ils ont notamment :
  - Amaury de Montfort, connétable de France, épouse Béatrice de Bourgogne issue de la Maison de France. Il est la tige de la branche des comtes de Montfort-L'Amaury, assimilés par la maison de Dreux[6],
  - Guy de Montfort, comte de Bigorre par sa femme Pernelle de Comminges[6] ;
- Jeanne[2].

Bouchard V a aussi un fils naturel, Josselin de Montmorency (mort à Saint Jean-d'Acre en 1191).